# エヴァ・アムリ
エヴァ・アムリ・マルティーノ（Eva Amurri Martino、1985年3月15日 - ）は、アメリカ合衆国の女優。

## 来歴
ニューヨーク州ニューヨークで、女優スーザン・サランドンとイタリアの監督フランコ・アムリのあいだで生まれる。
祖父は、脚本家のアントニオ・アムリであった。ニューヨークのマンハッタンの私立の通学学校とニューヨークのブルックリンのインデペンデント・スクールである聖アン・スクールに通う。ブラウン大学ではイタリア学研究を専攻、2007年に卒業した。
7歳から演技のキャリアを始めた。スーザン・サランドンとゴールディ・ホーンが出演する2002年公開のコメディー映画『バンガー・シスターズ』にジンジャー・キングスレー役で出演し、ヤング・アーティスト・アワードを受賞した。その後、『セイブド!』、『ダイアナの選択』、『ニューヨーク、アイラブユー』などの映画に出演した。テレビシリーズでは『カリフォルニケーション ある小説家のモテすぎる日常』に出演している。

### 私生活
2011年、サッカーのコメンテーター、カイル・マルティノと結婚した。

## フィルモグラフィ

### 映画
| 公開年 | 邦題 原題                                       | 役名                     | 備考 |
| ------ | ----------------------------------------------- | ------------------------ | ---- |
| 1992   | ボブ★ロバーツ Bob Roberts                       | 病院の子供               |      |
| 1995   | デッドマン・ウォーキング Dead Man Walking       | 9歳のヘレン              |      |
| 1999   | ブロークン・ハイウェイ Earthly Possessions      | 10代の少女               |      |
| 1999   | 地上より何処かで Anywhere But Here              | テレビの少女             |      |
| 2002   | バンガー・シスターズ The Banger Sisters         | ジンジャー・キングズレー |      |
| 2004   | セイブド! Saved!                                | カサンドラ               |      |
| 2007   | ダイアナの選択 The Life Before Her Eyes         | モーリーン               |      |
| 2008   | バイオウルフ Animals                            | ジェーン                 |      |
| 2009   | ニューヨーク、アイラブユー New York, I Love You | サラ                     |      |
| 2012   | 俺のムスコ That's My Boy                        | メアリー・マクギャリクル |      |
| 2016   | ニューヨーク、愛を探して Mothers and Daughters  | ゲイル                   |      |

### テレビシリーズ
| 放映年 | 邦題 原題                                                         | 役名               | 備考        |
| ------ | ----------------------------------------------------------------- | ------------------ | ----------- |
| 2001   | フレンズ Friends                                                  | ディナ             | 1エピソード |
| 2009   | ママと恋に落ちるまで How I Met Your Mother                        | シェリー           | 1エピソード |
| 2009   | カリフォルニケーション ある小説家のモテすぎる日常 Californication | ジャッキー         | 9エピソード |
| 2010   | マーシー・ホスピタル Mercy                                        | シャラ・ケリー     | 2エピソード |
| 2010   | Dr.HOUSE                                                          | ニコール・マーレイ | 1エピソード |
| 2010   | チルドレンズホスピタル Childrens Hospital                         | 看護婦             | 1エピソード |
| 2011   | New Girl / ダサかわ女子と三銃士 New Girl                          | ベス               | 1エピソード |